# Prvenstvo BLP 1945
Il Prvenstvo Beogradskog loptičkog podsaveza 1945., in cirillico Првенство Београдског лоптичког подсавеза 1945., (it. "Campionato della sottofederazione calcistica di Belgrado 1945") fu la ventiseiesima edizione del campionato organizzato dalla Beogradski loptački podsavez (BLP).
Fu la prima edizione nella Serbia liberata, ora parte della Jugoslavia.
Il torneo fu una qualificazione per la Srpska liga 1946 e venne disputato fra il novembre 1945 (le eliminatorie) e la primavera 1946. Il vincitore fu il Metalac, che così ottenne la qualificazione insieme alla seconda classificata, la Stella Rossa.

Il capocannoniere fu Aleksandar Aranđelović del Metalac con 7 reti.
Questo torneo compare anche nell'elenco dei campionati di calcio non ufficiali della Serbia, infatti il vincitore della BLP può essere considerato il campione non ufficiale della Serbia.

## Formula
- Le 15 squadre belgradesi partecipanti vengono divise in due gironi. Le prime due classificate di ogni girone passano al girone finale, mentre le terze e quarte classificate accedono agli spareggi.
- Gli spareggi vengono disputati con gare di sola andata e danno diritto ad 1 posto nel girone finale. Alle 4 squadre provenienti dai gironi eliminatori, se ne aggiungono altre 2 di nuova formazione.
- L'ultimo posto disponibile per il girone finale viene assegnato al vincitore del gruppo di Zemun.
- Il girone finale (6 squadre) viene disputato con gare di sola andata e dà diritto a 2 posti per la Srpska liga 1946.

## Eliminatorie

### Gironi

#### Gruppo Sava
```
   Squadra                         G   V   N   P   GF  GS  Q.Reti  Pti
1  
Radnički
                        6   4   2   0   35  9   3,888   10   Girone finale
2  
Beograd
                         6   4   1   1   23  16  1,437   9    Girone finale
3  Poštar                          6   3   1   2   16  14  1,142   7    Qualificazioni secondo turno
4  Botip                           6   3   0   3   25  15  1,666   6    Qualificazioni primo turno
5  Brodarac                        6   3   0   3   12  12  1,000   6
6  Građevinac                      6   1   1   4   7   28  0,250   2
7  Kosmaj                          6   0   1   5   7   31  0,225   1
```

#### Gruppo Danubio
```
   Squadra                         G   V   N   P   GF  GS  Q.Reti  Pti
1  
Stella Rossa
                    7   6   1   0   68  7   9,714   13   Girone finale
2  
Metalac
                         7   6   1   0   36  5   7,200   13   Girone finale
3  Borac                           7   5   2   0   19  12  1,583   10   Qualificazioni secondo turno
4  
Grafičar
                        7   3   1   3   12  21  0,571   7    Qualificazioni primo turno
5  Sloboda                         7   2   1   4   9   23  0,391   5
6  Drvodeljac                      7   1   1   5   19  24  0,791   3
7  Vračar                          7   1   1   5   10  40  0,250   3
8  
Železničar
                      7   1   0   6   8   49  0,163   2
```

### Spareggi

#### Primo turno
```
Fra le squadre di nuova formazione e le quarte classificate dei due gironi.
[
4
]

Grafičar - Milicionar                           1-4
Student - Botip                                 1-4
```

#### Secondo turno
```
Fra le vincitrici del primo turno e le terze classificate dei due gironi.
[
5
]

Botip - Poštar                                  4-1
Borac - Milicionar                              3-0
```

#### Finale
```
Borac - Botip                                   5-0

Borac qualificato al girone finale.
[
6
]
```

### Zemun
```
L'ultimo posto per il girone finale va al vincitore del gruppo di 
Zemun
.
[
7
]

Sremac - Sparta                                 1-0
```

## Girone finale

### Classifica
|  | Pos. | Squadra           | Pt | G | V | N | P | GF | GS | QR    |
|  | ---- | ----------------- | -- | - | - | - | - | -- | -- | ----- |
|  | 1.   | Metalac Belgrado  | 9  | 5 | 4 | 1 | 0 | 19 | 2  | 9,500 |
|  | 2.   | Stella Rossa      | 9  | 5 | 4 | 1 | 0 | 15 | 3  | 5,000 |
|  | 3.   | FK Belgrado       | 5  | 5 | 2 | 1 | 2 | 6  | 10 | 0,600 |
|  | 4.   | Borac Belgrado    | 5  | 5 | 2 | 1 | 2 | 6  | 12 | 0,500 |
|  | 5.   | Radnički Belgrado | 2  | 5 | 1 | 0 | 4 | 4  | 16 | 0,250 |
|  | 6.   | Sremac Zemun      | 0  | 5 | 0 | 0 | 5 | 4  | 11 | 0,364 |

Legenda:
      Ammesse alla Srpska liga 1946.
Note:
Due punti a vittoria, uno a pareggio, zero a sconfitta.